# 그녀와 마누라 사이
《그녀와 마누라 사이》는 MBC에서 1996년 10월 25일에 방영된 베스트극장으로, 어여쁜 소녀에서 펑퍼짐한 아줌마로 변해버린 아내 때문에 심한 권태감에 빠진 한 남자의 이야기를 통해 권태기 부부의 모습을 그렸다.

## 줄거리
중소기업 대리로 결혼 7년째인 철수는 아내 영희에게 불만이 많아졌는데, 아내는 남편 앞에서 예의와 부끄러움을 완전히 상실했기 때문이다. 결혼의 신성함과 의무도 중요하지만 아내를 더 미워하고 저주하기 전에 이혼하는 것이 서로를 위해 최상의 방법이라 결심할 즈음 가슴 한 구석에서 어린시절 첫사랑의 기억이 떠오른다. 아내에게 별거를 제안하던 중 돌발적인 가스 폭발사고를 겪고, 그 혼란 속에서 아내의 희생적인 도움으로 탈출하지만, 아내는 처갓집으로 혼자 내려가 버린다.

## 등장 인물
- 김일우 : 철수 역
- 방은희 : 영희 역
- 이재룡
- 조양자
- 김형기
- 이수영